# Molossus alvarezi
Molossus alvarezi (Gonzalez-Ruiz, Ramirez-Pulido & Arroyo-Cabrales, 2011) è un pipistrello della famiglia dei Molossidi endemico del Messico.

## Descrizione

### Dimensioni
Pipistrello di piccole dimensioni, con la lunghezza dell'avambraccio tra 42,7 e 47,4 mm.

### Aspetto
La pelliccia è corta. Le parti dorsali sono marroni scure con la base bianca, mentre le parti ventrali sono più chiare. Il muso è corto, tronco ed elevato, le labbra sono lisce. Una sacca golare è ben sviluppata nei maschi e rudimentale nelle femmine. Le orecchie sono corte, larghe e unite anteriormente alla base, dalla quale si estende fino alle narici una cresta cutanea. Il trago è piccolo, diritto ed appuntito, nascosto dietro l'antitrago il quale è grande e semi-circolare. Le ali sono attaccate posteriormente sulle caviglie. I piedi sono corti. La coda è lunga, tozza e si estende per circa la metà oltre l'uropatagio.

## Biologia

### Alimentazione
Si nutre di insetti.

## Distribuzione e habitat
Questa specie è conosciuta soltanto nella Penisola dello Yucatán.

## Conservazione
Questa specie, essendo stata scoperta solo recentemente, non è stata sottoposta ancora a nessun criterio di conservazione.